# Дайер, Томас
То́мас Да́йер (англ. Thomas Dyer; 13 января 1805 года — 6 июня 1862 года) — американский политик, мэр Чикаго в 1856—1857 годах от Демократической партии.

## Биография
Томас Дайер родился 13 января 1805 года в штате Коннектикут в семье военного офицера. Его отец участвовал в войне за независимость.
Избирался в законодательное собрание штата и дважды был делегатом на национальном съезде демократов. В 1856 году стал мэром Чикаго. Позже занимал пост президента Чикагской торговой палаты.
Умер в 1862 году в Мидлтауне, штат Коннектикут.